# Chiesa di San Flaviano (Tavolero)
La chiesa di San Flaviano è un edificio religioso situato nelle vicinanze di Tavolero, frazione disabitata del comune di Rocca Santa Maria. La chiesa sorse probabilmente nell'ultimo trentennio del 1200.
È sita su una cresta, in una posizione predominante e di vedetta rispetto al paese che è a qualche centinaio di metri più a valle (il luogo di culto distaccato dal paese è una caratteristica che si ritrova anche negli altri borghi presenti nella zona).
La chiesa, consacrata a San Flaviano, sorge su un preesistente edificio di culto (fine XI-inizi XII sec.) dal quale sono stati probabilmente recuperati e riutilizzati gli elementi lapidei lavorati che si osservano nel portale e nella facciata (le monofore).

## Storia
La chiesa è citata già nelle Rationes decimarum del 1324 dove compare nell'elenco dei luoghi di culto della diocesi di Teramo, come dipendente dalla pieve di Rocca Santa Maria.
La costruzione sembra derivi dalle abili maestranze a servizio dei cistercensi. Lo stile della chiesa e l'epoca di costruzione sembrano ricollegarsi sia con la chiesa di Santa Maria ad Criptas, a Fossa (già edificata certamente nel terzo quarto del Duecento e tra i primi importanti insediamento cistercensi d'Abruzzo), sia con la diroccata chiesa abbaziale di Civitella Casanova. 
La differenza stilistica sta nella copertura che è a tetto anziché a volta, probabilmente per poter contenere i costi vista la condizione economica poco florida di questa parrocchia, come testimoniato dalle esigue tasse (la decima) tenute a versare dal plebano di Rocca Santa Maria nel 1324.
Attualmente la chiesa, dopo l'abbandono del villaggio di Tavolero, è in grave stato di degrado, con il crollo del tetto e eelle pareti laterali, e di parte della facciata. Dopo il terremoto del 2009 è crollato il campanile a vela.